# Aage Petersen (Schalburgkorpset)
 For alternative betydninger, se Aage Petersen. (Se også artikler, som begynder med Aage Petersen)
Aage Petersen (8. maj 1900 i Ringkøbing-13. september 1944 i Glostrup), var cand.polit. og propagandachef i Schalburgkorpset. Han blev likvideret på Nørre Allé i Glostrup af Jørgen Jespersen (kaldet ”KK”) og ”Johnny” fra BOPA den 13. september 1944 kl. 8:30. Han blev likvideret sammen med Torben Arne Vikelsø-Jensen, som formentlig blev likvideret, fordi han var i selskab med Aage Petersen.
Aage Petersen var søn af redaktør i Ringkøbing Lars Peter Petersen og hustruen Maren f. Rasmussen, forældrene var borgerligt viet af herredsfogeden i Han Herred den 6. oktober 1886. Aage var far til forfatterne Leif Panduro og Ulrich Horst Petersen. Panduro blev aktiv modstandsmand og blev ramt af et vådeskud på befrielsesdagen. Først året før sin død talte Panduro offentligt om likvideringen af sin far.